# Samuel Augusto Alves Corrêa
Samuel Augusto Alves Corrêa (Cuiabá, 30 de março de 1917 - Brasília, 14 de novembro de 2007) foi um militar brasileiro.
Filho do historiador cuiabano Virgílio Correia Filho e de Edite Alves Correia. Mudou-se para o Rio de Janeiro aos seis anos, onde estudou no Externato São José. Casou-se com Lúcia de Souza Alves Corrêa e foram pais de quatro filhos: Pedro Paulo, Luiz Alfredo, Maria Lúcia e Heloísa. Chegou a General de Brigada no dia 25 de julho de 1968. 
Atingiu o posto de General de Exército em novembro de 1977, sendo nomeado Comandante do III Exército, em Porto Alegre, cargo que exerceu de 12 de janeiro de 1978 a 16 de janeiro de 1979. Em seguida, foi chefe do Estado-Maior do Exército, de 19 de janeiro a 15 de junho de 1979.
Foi, ainda. chefe do Estado-Maior das Forças Armadas no governo João Figueiredo, de 18 de junho de 1979 a 17 de janeiro de 1980.